# Bartholomäus Cling
Bartholomäus Cling, auch Klinge, Clingius (* um 1535 in Koblenz; † 5. Dezember 1610 in Rostock) war ein Professor der Dialektik und Rhetorik sowie des Rechts an der Universität Rostock.

## Ausbildung und Studium
Bartholomäus Cling wurde um 1535 in Koblenz geboren. Im Sommersemester 1554 bezog er die Universität Rostock und erhielt im Jahre 1557 seinen ersten universitären Abschluss des Bakkalars. Zwei Jahre später beendete Cling seine Hochschulausbildung mit der Promotion zum Magister.

## Akademische Laufbahn
Nach seinem Abschluss im Jahre 1559 erhielt Klinge zunächst die herzogliche Professur für Logik und Rhetorik und übernahm vermutlich ein Jahr später auch den Lehrauftrag für Dialektik an der Universität Rostock.
Im Jahre 1561 zum Licentiatus juris promoviert, folgte 1579 die Ernennung zum Doktor der Rechtswissenschaft an der Universität, wobei er seine vorangegangene Stellung an der Artes-Fakultät weiter ausführte.
Der Tod des Laurentius Pankelow ermöglichte es Cling, im Jahre 1595 zusätzlich die Professur für Institutionenrecht zu übernehmen, nachdem sich bereits 1578 die Professoren David Chytraeus und Simon Pauli dafür starkgemacht hatten, ihn in dieses Amt einzusetzen.
Neben der akademischen Arbeit erlangte Cling vor allem auch auf politisch-administrativem Felde Bedeutung. So vertrat er 1569 die Interessen der Universität Rostock in einem Konflikt zwischen den Herzögen und der Stadt Rostock und wurde 1570 Mitglied im herzoglichen Konsistorium. Die Ernennung zum herzoglichen Kirchenrat  (1574) und die Berufung zum Assessor am Hof- und Landgericht (1602) machen außerdem seine engen Bindungen zum mecklenburgischen Fürstenhaus deutlich.
Seine Wissenschaft und Lehre war beeinflusst durch die von Philipp Melanchthon geprägte Gelehrtengeneration, auf deren Schriften er sich im Unterricht bezog. Während er in der Rhetorik auf die Reden Ciceros zurückgriff, verarbeitete er in der Dialektik vor allem die Zusammenfassung der aristotelischen Schriften zur Logik. 
Zahlreiche Widmungen und Schriften zeugen von einem hohen Ansehen seiner Person unter Studenten und Kollegen.
Cling war zwischen 1565 und 1595 neunmal Dekan der Artisten- (philosophischen) sowie 1607/08 der juristischen Fakultät und wirkte sechsmal als Rektor der Universität.